# Божидар Митрев (футболист)
Вижте пояснителната страница за други личности с името Божидар Митрев.
Божидар Константинов Митрев е бивш български футболист, вратар.

## Биография
Дебютира в мач от Шампионската лига срещу Вердер (Бремен) (Германия), в момент когато „сините“ губят с 0:3 заради недопустими грешки на колегата му Николай Михайлов, и става първият български вратар без допуснат гол в мач от Шампионската лига. В А група до края на есенния полусезон на 2006 г. записва има 1 мач срещу Берое (3:0) и 1 мач за купата на страната срещу Нафтекс (3:2) и Черноморец (1:0 сл. прод.). Той е резерва на Георги Петков и записва само по няколко мача на сезон. След като Петков напуска, Митрев за кратко става титуляр, но след загубата в дербито с ЦСКА е закотвен на пейката, а първи избор става Пламен Илиев. Недоволен от статута си на резерва, Митрев решава да си намери отбор в Гърция.. Последния си мач за Левски изиграва срещу Светкавица.
След като половин година е свободен агент, в края на 2012 подписва договор за година и половина с Локомотив (София).. През 2015 г. Локомотив (София) губи лиценза си за ЕКТ и А ПФГ, Митрев напуска отбора и подписва с молдовския ФК Шериф. На 1 март 2017 година се завръща в Левски (София) като подписва за година и половина с тима.

## Успехи (отборни)
Левски София
- A група (2): 2006/07, 2008/09
- Купа на България (1): 2006/07
- Суперкупа на България (2): 2007, 2009

 Шериф 
- Национална дивизия:
  -  Шампион (1): 2015/16
- Суперкупа на Молдова:
  -  Шампион (1): 2016

## Статистика по сезони
| Отбор          | Сезон     | Шампионат | Шампионат | Нац. купа | Нац. купа | Евротурнири | Евротурнири | Общо | Общо |
| Отбор          | Сезон     | М         | Г         | М         | Г         | М           | Г           | М    | Г    |
| -------------- | --------- | --------- | --------- | --------- | --------- | ----------- | ----------- | ---- | ---- |
| Левски (София) | 2005 – 06 | 0         | 0         | 0         | 0         | 0           | 0           | 0    | 0    |
| Левски (София) | 2006 – 07 | 7         | 0         | 3         | 0         | 2           | 0           | 12   | 0    |
| Левски (София) | 2007 – 08 | 2         | 0         | 2         | 0         | 0           | 0           | 4    | 0    |
| Левски (София) | 2008 – 09 | 7         | 0         | 1         | 0         | 0           | 0           | 8    | 0    |
| Левски (София) | 2009 – 10 | 7         | 0         | 2         | 0         | 2           | 0           | 11   | 0    |
| Левски (София) | 2010 – 11 | 7         | 0         | 1         | 0         | 6           | 0           | 14   | 0    |
| Левски (София) | 2011 – 12 | 1         | 0         | 2         | 0         | 0           | 0           | 3    | 0    |

Последна актуализация: 29 декември 2012